# Hoàng Quang Dụ
Hoàng Quang Dụ, (giản thể: 黄光裕; phồn thể: 黃光裕; bính âm: Huáng Guāngyù; Việt bính: Wong4 Kwong1 Yu6) (sinh ngày 24 tháng 6 năm 1969) là cựu Chủ tịch Tập đoàn GOME, nhà bán lẻ điện tử tiêu dùng lớn nhất ở Trung Quốc. Ông sở hữu tài sản ròng 1,7 tỷ đô la Mỹ tính đến năm 2005, theo bảng xếp hạng những người giàu nhất thế giới của tạp chí Forbes. Năm 2005, ông là người giàu nhất Trung Quốc theo tạp chí Time. Ông sinh ra và lớn lên là một Kitô hữu.
Năm 2006, theo quy định của pháp luật, ông buộc phải bán bớt 25% cổ phần của Tập đoàn GOME, được niêm yết tại Hồng Kông, khiến giá trị tài sản ròng của ông là 2,5 tỷ đô la Mỹ, theo một số nguồn tin. Các mục tiêu đầy tham vọng của ông bao gồm "đưa GOME trở thành một trong 500 công ty lớn nhất thế giới vào năm 2008". Hoàng Quang Dụ được liệt kê là người giàu nhất Trung Quốc đại lục năm 2007, với giá trị tài sản ròng ước tính khoảng 6,3 tỷ USD, theo Danh sách tỷ phú Trung Quốc năm 2008. Ông đã bị Dương Huệ Nghiên vượt mặt vào năm 2009, với giá trị tài sản là 7,1 tỷ USD.

## Tiểu sử
Hoàng Quang Dụ tên thật là Hoàng Tuấn Liệt, sinh ngày 24 tháng 6 năm 1969 tại thôn Phụng Hồ, khu Triều Dương, thành phố Sán Đầu, tỉnh Quảng Đông trong một gia đình nông dân nghèo.